# Concerned Citizen
Concerned Citizen (dt.: „Besorgter Bürger“) ist ein israelischer Spielfilm von Idan Haguel aus dem Jahr 2022. Das Filmdrama stellt ein schwules Paar (dargestellt von Shlomi Bertonov und Ariel Wolf) in einem migrantisch geprägten Stadtteil von Tel Aviv in den Mittelpunkt.
Die Weltpremiere fand im Februar 2022 bei den 72. Internationalen Filmfestspielen Berlin statt. Anfang Februar 2023 kam der Film in die deutschen Kinos.

## Handlung
Um den migrantisch geprägten Stadtteil aufzuwerten, pflanzt Ben ein Bäumchen in ihrer Straße. Der Architekt wohnt zusammen mit seinem Partner Raz in dem Tel Aviver Stadtviertel Florentin. Das schwule Paar in den Dreißigern wünscht sich ein Kind. Sie suchen gerade über eine Agentur eine Leihmutter, die ihnen nach Geburt das Kind übergibt. Ihre Eltern unterstützen sie bei ihrem Kinderwunsch finanziell.
Nach einer Party sieht Ben zwei dunkelhäutige Männer, die sich an den jungen Baum lehnen. Er geht nach unten und bittet sie darum, das zu unterlassen. Weil sie dies nicht tun, wählt er die Nummer des Bürgertelefons und behauptet, die Stadt hätte den Baum gepflanzt. Kurz später wird Ben Augenzeuge einer brutalen Festnahme eines Migranten durch die herbeigeeilte Polizei. Vom Fenster aus beobachtet Ben, wie der junge Mann von den Polizisten verfolgt, in Handschellen gelegt und am Boden liegend immer wieder getreten wird und nach einem Tritt gegen sein Kopf regungslos liegen bleibt. Daraufhin fühlt er sich schuldig und stellt sein Selbstbild in Frage.
Tage später liegt wieder mal Scheiße im Treppenhaus. Ben streut Katzenstreu darüber, obwohl er sich als Eigentümervorstand dafür eigentlich gar nicht zuständig fühlt. Gemeinsam mit seinem Nachbarn Rotem wundert er sich, wie jemand trotz der mit einem Code zu öffnenden Tür ins Haus kommen kann. Rotem hält es mit den ganzen Flüchtlingen, Junkies und Obdachlosen in der Gegend kaum mehr aus und plant, mit seiner Frau nach Berlin zu ziehen. Der Abschied scheint ihm nicht schwer zu fallen.
Nach all dem was er in den letzten Tagen erlebt hat, gibt Ben seinem Psychotherapeuten Reuven gegenüber zu, sich nicht mehr sicher zu sein, ob das mit dem Kind so eine gute Idee ist. Ben ist in dem Gespräch allerdings ihm und auch sich selbst gegenüber nicht ganz ehrlich. Auch bei einem gemeinsamen Termin mit Raz bei ihrer Kinderwunschhelferin Maya, bei dem sie sich eine Leihmutter aussuchen sollen, ist Ben nicht ganz bei der Sache. Er wählt erneut die Nummer des Bürgertelefons um sich zu erkundigen, was mit dem jungen Afrikaner passiert ist, der von der Polizei misshandelt wurde. Als er erfährt, dass der Junge, der in der Wohnung über ihm lebte, gestorben ist, stattet er seinen afrikanischen Nachbarn einen Besuch ab. Die Großfamilie stammt aus Eritrea und sind Christen.
Als sich am helligsten Tag wieder zwei Migranten an den Baum lehnen, ruft Ben erneut das Bürgertelefon. Diesmal werden sie von einem Polizisten einfach nur verwarnt. Ben jedoch geht nach unten, nimmt die Flüchtlinge in Schutz und wird dem Polizisten gegenüber erst ausfallend und dann auch handgreiflich. Der Polizist schlägt ihn zusammen, doch Raz lässt ihn vom Fenster aus wissen, dass er die Szene gefilmt hat, woraufhin der Polizist einfach geht. Ben ist Raz dankbar.

## Produktion
Regie führte Idan Haguel, der auch das Drehbuch schrieb. Es handelt sich bei Concerned Citizen nach Inertia von 2015 und Neve Shaanan von 2021 um seinen dritten Spielfilm.

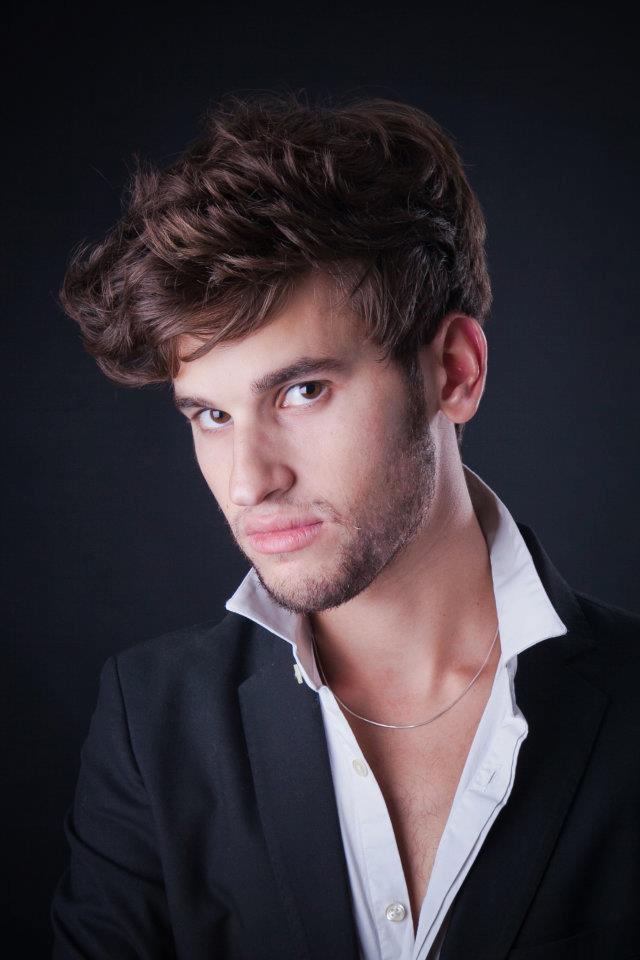
Ariel Wolf spielt Raz

Shlomi Bertonov und Ariel Wolf spielen in den Hauptrollen Ben und Raz. Sie waren zum Zeitpunkt der Dreharbeiten wirklich ein Paar. Idan Hubel spielt ihren Nachbarn Rotem und Yael Rozenblit Maya, die ihnen mit ihrer Agentur bei ihrem Kinderwunsch zur Seite steht. Ilan Hazan ist in der Rolle von Bens Psychotherapeuten Reuven zu sehen. Or Butbul spielt den Makler Kobi, den Ben mit dem Verkauf seiner Wohnung beauftragt. Flora Bloch spielt die in Paris lebende Tami, die an der Wohnung interessiert ist. In weiteren Rollen sind Yshelu Gebremkiel, Lena Fraifeld und Uriah Jablonowsky zu sehen.
Als deutsche Untertitlerin fungierte Ulrike Harnisch.
Die Dreharbeiten mit Kameramann Guy Sahaf fanden zum größten Teil in Haguels eigener Wohnung statt.
Concerned Citizen erhielt eine Einladung in die Sektion Panorama der Berlinale. Dort wurde das Werk am 12. Februar 2022 uraufgeführt. Ende Juli 2022 wurde der Film beim New Horizons International Film Festival vorgestellt. Im September 2022 wurde er im Rahmen des queerfilmfestival in zwölf deutschen Städten und in Wien präsentiert. Im Januar 2023 wurde er beim Palm Springs International Film Festival gezeigt. In Deutschland kam der Film am 2. Februar 2023 im Verleih von Salzgeber ins Kino. Die Free-TV-Premiere erfolgte am 22. August 2024 im rbb.

## Altersfreigabe und Kritiken
In Deutschland wurde der Film von der FSK ab 12 Jahren freigegeben. In der Freigabebegründung heißt es, die parabelhafte Geschichte über Privilegien, Vorurteile und falsche Selbstbilder konzentriere sich ganz auf die Figuren und sei mit viel sarkastischem Humor erzählt. In diesem Rahmen könnten einzelne Darstellungen von Gewalt, der teils derbe, beleidigende und diskriminierende Sprachgebrauch sowie Szenen mit sexueller Aktivität kleinere Kinder überfordern.
Von den bei Rotten Tomatoes aufgeführten Kritiken sind 94 Prozent positiv. Die durchschnittliche Bewertung liegt bei 6,8 auf einer Skala bis 10.
Lucas Barwenczik vom Filmdienst schreibt in seiner Kritik, am klügsten sei Concerned Citizen dort, wo er von der Illusion erzählt, private Schwäche wäre auch gesellschaftliche Schwäche: „Concerned Citizen ist ein Film über besorgte Bürger aus aller Welt, die sich für ein schwaches, schutzbedürftiges Bäumlein halten, aber eigentlich der Wind sind.“ Das mittelständische Leben zwischen Selbstverwirklichung und Distinktionsbedürfnis, das Ben und Raz führen, zeige Regisseur Idan Haguel als bunte Fassade, wobei unter dem dünnen Firnis bürgerliche Egoismen lauerten. Ihr Leben funktioniere nur, weil eine unsichtbare Staatsmacht ihren reibungslosen Alltag gewährleistet. Shlomi Bertonov lasse seine Figur Ben stets so schauen, als hätte er einen Geist gesehen, und seine Depression würde dadurch, dass sie keine klare Ursache hat, nur noch unerträglicher. Was ihn treibe, sei selten eine klare Position, sondern ein Unbehagen mit sich selbst. Schuld ist zwar eine politische Kategorie, aber sie richtet sich nach innen, obwohl äußere Veränderung notwendig wäre. In Concerned Citizen öffneten neben seiner Depression auch Themen wie Gentrifizierung, Migration, Leihmutterschaft viele Schleusentore für den Diskurs, und die Geschichte lasse sich auch als Metapher für das Land Israel verstehen: „Der Nahe Osten als Problemviertel, das Bäumchen zwischen Betonflächen der stets gefährdete demokratische Staat, die Polizei als Militär.“

## Auszeichnungen und Nominierungen
- 2022: Internationale Filmfestspiele Berlin
  - Nominierung für den Teddy Award in der Kategorie Spielfilm[10]

Jerusalem Film Festival 2022
- Nominierung im Feature Film Competition
- Auszeichnung mit dem Yossi Molla Award for Music (Zoe Polanski)[11][12]